# VideoPoet
VideoPoet是由 Google Research 於 2023 年開發的一款大型語言模型，主要用於影片製作。 該模型能將靜態影像轉換為動畫。 VideoPoet 支援文本、影像和影片作為輸入，並能將這些輸入轉換成多種格式。 該模型於 2023 年 12 月 19 日正式公開。VideoPoet 使用自我迴歸模型。